# Fontenais
Fontenais je obec ve švýcarském kantonu Jura. Žije zde přibližně 1 700 obyvatel.

## Geografie

Letecký pohled (1950)

Fontenais leží v nadmořské výšce 458 m, vzdušnou čarou 1,5 km jižně od okresního města Porrentruy. Obec leží v bočním údolí řeky Allaine na severním úpatí Jury v regionu Ajoie.
Území bývalé (před sloučením s Bressaucourtem) obce o rozloze 10,5 km² zahrnuje údolní pánev Fontenais, která je na severu ohraničena kopci Le Banné (511 m n. m.) a La Perche (526 m n. m.). Mezi těmito kopci se nachází úzká soutěska, kterou se údolí Fontenais vlévá do údolí Allaine. Na jihu se území obce rozprostírá na hřebeni pohoří Jura v masivu Lomont s vrcholem Col de Montvoie a dosahuje nejvyššího bodu obce Les Chainions ve výšce 909 metrů nad mořem. Severní svah tohoto masivu je hustě zalesněný a rozdělený několika erozními údolími, z nichž většina nemá žádný povrchový vodní tok. Východní hranici tvoří suché údolí Combe de Secroux. V roce 1997 bylo 7 % rozlohy obce pokryto zastavěnou plochou, 44 % lesy a lesními porosty a 49 % zemědělskými plochami.
K Fontenais patří vesnice Villars-sur-Fontenais, která leží v nadmořské výšce 553 m na ostrohu na severním svahu pohoří Lomont, Bressaucourt a několik jednotlivých farem. Sousedními obcemi Fontenais jsou Porrentruy, Cornol, Courgenay a Clos du Doubs v kantonu Jura a Montancy v sousední Francii.

## Historie
Fontenais se poprvé připomíná v roce 1148 jako Fonteneis. Název místa, odvozený od pozdně latinského slova fontana (studna), lze odvodit od pramene v obci. Fontenais sdílelo pohnutou historii oblasti Ajoie, která se v roce 1271 dostala pod správu basilejského knížecího biskupství. Od 16. do 18. století obec patřila pod panství Alle. Během třicetileté války byla obsazena francouzskými a švédskými vojsky. V letech 1793–1815 patřila Fontenais Francii a zpočátku byla součástí départementu du Mont-Terrible, od roku 1800 byla součástí départementu Haut-Rhin. Na základě rozhodnutí Vídeňského kongresu se obec v roce 1815 stala součástí kantonu Bern a 1. ledna 1979 nově založeného kantonu Jura.
Od 1. ledna 2013 je součástí Fontenais také bývalá samostatná obec Bressaucourt.

## Obyvatelstvo
| Rok            | 1850 | 1880 | 1900 | 1910 | 1930 | 1950 | 1960 | 1970 | 1980 | 1990 | 2000 |
| Počet obyvatel | 680  | 1088 | 1248 | 1148 | 963  | 1012 | 991  | 1024 | 1093 | 1125 | 1249 |

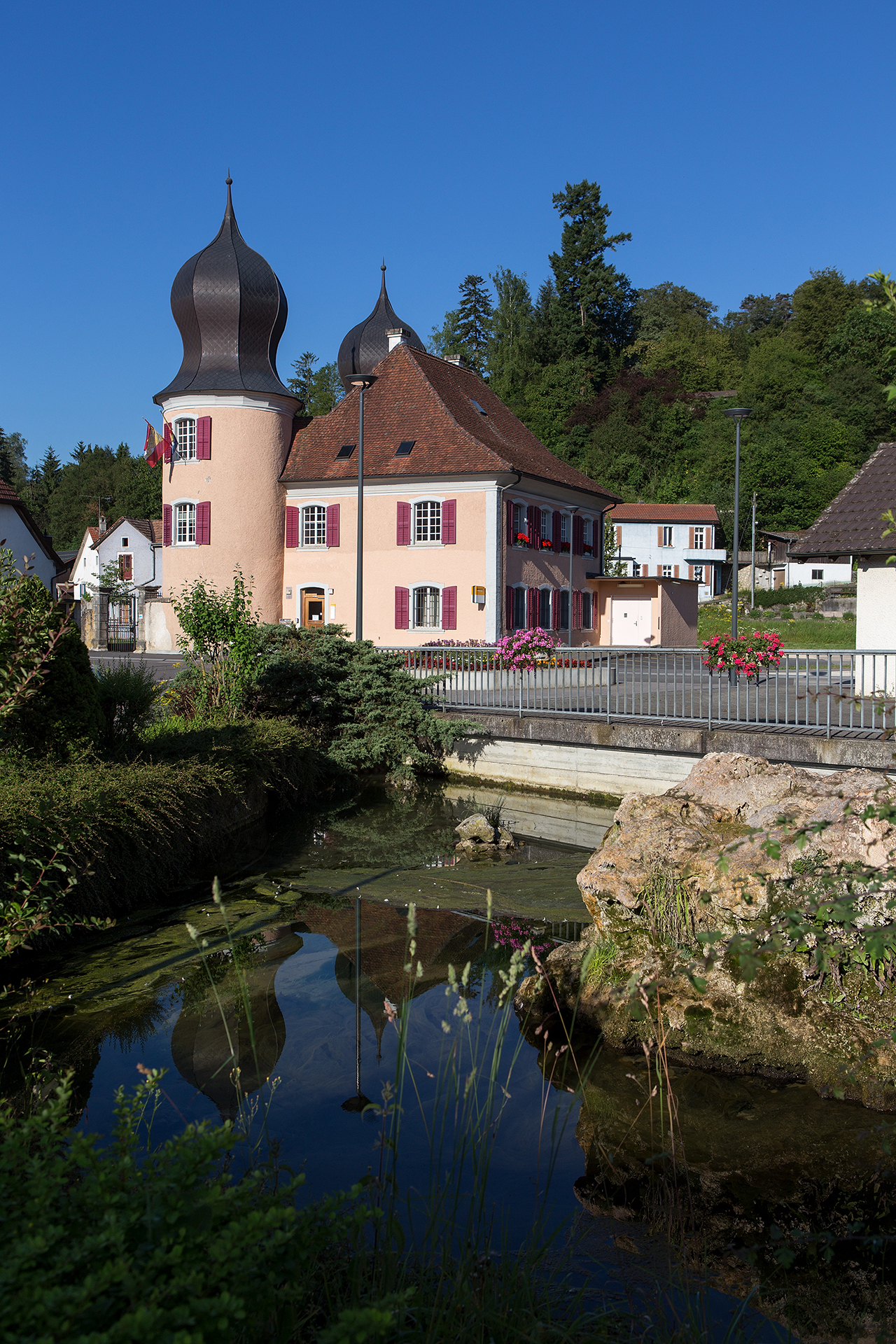
Zámeček s fontánou

Z celkového počtu obyvatel je 95,0 % francouzsky mluvících, 2,8 % německy mluvících a 1,0 % italsky mluvících (k roku 2000). Počet obyvatel Fontenais se výrazně zvýšil ve druhé polovině 19. století. Po poklesu na počátku 20. století je od roku 1960 zaznamenáván pomalý, ale trvalý nárůst počtu obyvatel.

## Hospodářství
Až do konce 19. století bylo Fontenais převážně zemědělskou obcí, poté se rychle rozvíjel hodinářský průmysl. V posledních desetiletích se Fontenais stalo rezidenční obcí, většina pracovní síly je zaměstnána v Porrentruy. Díky úrodné půdě v okolí je však zemědělství dosud velmi důležité.

## Doprava
Obec má dobré dopravní spojení. Nachází se v blízkosti Porrentruy a je také snadno dostupná po dálnici A16, která je napojena na švýcarskou státní silniční síť i na francouzskou dálniční síť. Z Porrentruy vede místní silnice přes Fontenais a masiv Lomont do Glère v údolí Doubs ve Francii. Obce Fontenais, Villars-sur-Fontenais a Bressaucourt jsou napojeny na síť veřejné dopravy, kterou do Porrentruy zajišťují autobusy Postbus.

## Osobnosti
- Yannis Voisard (* 1998), švýcarský cyklista